# Nectophrynoides wendyae
Nectophrynoides wendyae är en groddjursart som beskrevs av Clarke 1988. Nectophrynoides wendyae ingår i släktet Nectophrynoides och familjen paddor. IUCN kategoriserar arten globalt som akut hotad. Inga underarter finns listade i Catalogue of Life.